# Aeroportul Fort Worth Meacham
Aeroportul Fort Worth Meacham (IATA: FTW, ICAO: KFTW, FAA LID: FTW) este un aeroport din Fort Worth, Texas, Comitatul Tarrant, Texas, Texas, Statele Unite ale Americii. Aeroportul a fost tranzitat în 2019 de 1.604 pasageri.
Situat la o altitudine de 216 m, aeroportul dispune de 2 piste. Este operat de Fort Worth, Texas.

## Infrastructură

### Piste
Aeroportul dispune de 2 piste. Pista 16/34 are suprafața de beton și dimensiunile 7.502 picioare × 150 picioare. Pista 17/35 are suprafața de asfalt și dimensiunile 4.005 picioare × 75 picioare. 